# Сан Бенедето (Норча)
Манастирът „Сан Бенедето“ (на италиански: Monastero di San Benedetto di Norcia, известен и като Monastero „Maria Sedes Sapientiae“) е бенедиктински манастир в град Норча, провинция Перуджа, регион Умбрия, Италия. Манастирът се срива след силното земетресение на 30 октомври 2016 г.

## История
Още през Х век бенедиктински монаси се установяват в Нурсия (днес Норча), родното място на Свети Бенедикт Нурсийски и в продължение на векове поддържат посветената на светеца базилика „Сан Бенедето“, но през 1810 г., по време на Наполеоновите войни, са прогонени от града.
През 1998 г. група американски монаси бенедиктинци пристигат в Италия и основават своя общност, първо в Рим, а през 2000 г. се преместват в Норча, за да се грижат за базиликата „Сан Бенедето“.
През 2008 г. монасите закупуват изоставен капуцински манастир от ХVІ век в околностите на града. Проектът за реставрация на манастира е оценен на 6 милиона евро. Братята-бенедиктинци се заемат с тази тежка задача, като един от способите за събиране на средства е откриването на монашеска пивоварна в Норча, доходите от която подпомагат издръжката на братството и възстановяването на манастира. През юли 2011 г. общността наброява 19 монаси.

## Абатска бира Нурсия
Абатската бира „Nursia“ се произвежда от монасите от август 2012 г. в два варианта: блонд и екстра. Монашеската пивоварна в Норча е разположена в голям склад, дарен на бенедиктинската общност от местен благодетел. Пивоварната разполага със съдове с вместимост 250 литра и 5 ферментатори, всеки с обем 1000 литра. Ето защо, понастоящем производството е изключително ограничено, за да се гарантира високото качество на бирата. Малцът се доставя от Белгия и Германия, но цялото производство – от смилане на зърното до бутилиране и етикетиране се извършва от монасите в Норча. Бирата е наречена по средновековното латинско име на града – Nursia.